# Nègres jaunes
Nègres jaunes est une bande dessinée en noir et blanc d'Yvan Alagbé publiée en 1994 dans la revue Le Cheval sans tête des éditions Amok, et recueillie en album en 1997 puis 2000 dans une version remaniée. 
Ce récit traduit en plusieurs langues s'intéresse aux difficultés rencontrées par une famille de travailleurs migrants béninois en situation irrégulière installés en région parisienne. Tout en livrant un portrait réaliste des enjeux auxquels sont confrontés ces migrants, Alagbé y distille une critique du colonialisme latent dans la France des années 1990, tout en interrogeant les enjeux des représentations traditionnelles des personnes de couleurs.
En 2012, Frémok, successeur d'Amok, publie sous le titre Nègres jaunes et Autres Créatures imaginaires une réédition augmentée d'autres récits d'Alagbé consacrés à l'immigration (Amour, Dyaa, Le Crime de Madame Egbo et Carte postale de Montreuil). La traduction anglaise de ce volume, publiée en 2018 par New York Review Comics, a été classé sixième meilleure bande dessinée de 2018 par The Comics Journal.

## Nègres jaunes

### Résumé
Nègre jaune suit les interactions d'une famille de travailleurs migrants béninois en situation irrégulière, Martine et ses deux fils Alain et Sam, avec la compagne blanche d'Alain Claire et la famille de celle-ci, et avec Mario, un policier harki retraité qui avait participé au Massacre d'Algériens du 17 octobre 1961 et emploie la famille. Tandis qu'Alain refuse les propositions de mariage blanc de Claire, Mario, confus, alterne entre promesse d'aider la famille à obtenir ses papiers et menaces de les dénoncer. Mario finit par attaquer Alain, qui s'enfuit pour retrouver Claire mais est brutalement arrêté par la police après un contrôle dans le métro ; pendant ce temps, Mario se suicide.

## Publications
- Nègres jaunes, dans Le Cheval sans tête no 3-5[6], Amok, 1994.
- Nègres jaunes, Amok, coll. « Feu ! » (no 3), 1997.
- Nègres jaunes, Amok, coll. « Octave », 2000, 56 p. (ISBN 2-911842-60-X). Édition partiellement redessinée.
- Nègres jaunes et Autres Créatures imaginaires, Frémok, coll. « Amphigouri », 2012 (ISBN 978-2-930204-63-5). Réédition augmentée d'autres récits courts.

### Documentation
- (en) Claire Burrows, « Yvan Alagbe: Yellow Negroes and Other Imaginary Creatures », World Literature Today, vol. 92, no 3,‎ mai-juin 2008, p. 72 (lire en ligne)
- (en) Hugo Frey, « "For All to See": Yvan Alagbé's "Nègres jaunes" and the Representation of the Contemporary Social Crisis in the "Banlieue" », Yale French Studies, no 114,‎ 2008, p. 116-129 (lire en ligne)
- (en) Gregory Smith, « 'Yellow Negroes' Draws the Plight of Undocumented Lives », sur PopMatters, 23 février 2018
- Paul Gravett (dir.), « De 1990 à 1999 : Nègres jaunes », dans Les 1001 BD qu'il faut avoir lues dans sa vie, Flammarion, 2012 (ISBN 2081277735), p. 615.